# Десантные операции СССР в Великой Отечественной войне

Керченский десант

Десантные операции СССР в Великой Отечественной войне — высадка (выброска) специально подготовленных частей и соединений РККА на территорию занятую противником для решения тактических и оперативных задач в ходе Великой Отечественной войны. 

## Морские десанты
В ходе Великой Отечественной войны силами Северного, Балтийского, Черноморского, Тихоокеанского флотов, озёрных и речных флотилий было высажено свыше 100 морских десантов. Наиболее крупными морскими десантами, имевшими оперативное значение, являлись десанты:
- в ходе Керченско-Феодосийской десантной операции 1941—1942 годов
- в Новороссийске (февраль—сентябрь 1943 года)
- в ходе Керченско-Эльтигенской десантной операции 1943 года
- на острова Моонзундского архипелага (сентябрь 1944 года)
- на Южном Сахалине и Курильских островах (август 1945 года)

Морские десанты сыграли значительную роль в сковывании резервов противника, уничтожении его живой силы и боевой техники, а захваченные ими плацдармы были использованы для развертывания ударных группировок фронтов и армий, проводивших наступательные операции на приморских направлении. Только в 1944 году морские десанты освободили от противника 7 портов и 19 островов. В 1945 году десантниками были освобождены Курильские острова и оказано содействие наземным войскам в разгроме противника на острове Сахалин и в Корее.

## Воздушные десанты
За годы войны в тыл противника было выброшено около 30 тактических воздушных десантов, которые применялись для:
- захвата аэродромов и уничтожения вражеских самолётов (в районах Медыни, январь 1942 года; Майкопа, октябрь 1942 года)
- усиления войск, которые вели бой в окружении, и содействия им в выходе из окружения (район Ржева, февраль 1942 года)
- захвата плацдармов при высадке морских десантов (район Одессы, сентябрь 1941 года; Керченский полуостров, декабрь 1943 года)
- нарушения управления и связи противника, работы его тыла (например, Демянский десант)
- решения специальных задач (например, Майкопский десант).

Наиболее крупные воздушные десанты оперативного значения применялись в Вяземской воздушно-десантной операции в 1942 году и в Днепровской воздушно-десантной операции в 1943 году.
Ещё свыше 20 десантов были высажены на завершающем этапе Советско-японской войны — на Ляодунском полуострове, в Северной Корее, на Южном Сахалине и Курильских островах.